# (21498) Keenanferar
(21498) Keenanferar (1998 KQ2) – planetoida z pasa głównego asteroid okrążająca Słońce w ciągu 3,42 lat w średniej odległości 2,27 j.a. Odkryta 22 maja 1998 roku.